# Escala mínima eficiente
En organización industrial, la escala mínima eficiente (EME) es la escala más pequeña a la que una planta (o empresa) puede producir tal que sus costes medios a largo plazo se reducen al mínimo.

## Relación con el coste medio y el coste marginal
La escala mínima eficiente se puede calcular igualando costo promedio (AC) con el coste marginal (MC). La razón detrás de esto es que si una empresa tuviera que producir un pequeño número de unidades, su costo promedio por unidad sería alto debido a que el grueso de los costes vendría de los costos fijos. Pero si la empresa produce más unidades, el costo promedio incurrido por unidad será menor ya que los costes fijos se reparten entre un mayor número de unidades, el costo marginal es inferior al costo medio, tirando de éste hacia abajo. El nivel de eficiencia de la producción que se alcanza luego, cuando el coste medio es mínimo y, por tanto, igual al costo marginal.

## Relación con la estructura del mercado
El concepto de escala mínima eficiente es útil para determinar la probable estructura de mercado en una industria dada. Por ejemplo, si la escala mínima eficiente es pequeña en relación con el tamaño total del mercado (demanda del bien), habrá un gran número de empresas. Las empresas de este mercado serán propensas a comportarse en competencia perfecta, debido al gran número de competidores.